# Steatonyssus
Steatonyssus  (лат.) — род клещей (Dermanyssoidea) семейства Macronyssidae из отряда Mesostigmata. Встречаются в Европе, Азии, Африке и Северной Америке. Эктопаразиты птиц и млекопитающих.

## Описание
Мелкие клещи, длина тела менее 1 мм. Имеют только два спинных щитка (оба крупные, задний удлинённый). Паразитируют на мелких млекопитающих (летучих мышах, грызунах) и птицах.

## Систематика
Около 10 видов. В Австралии 1 вид. Для фауны СССР указывалось 3 вида
- Steatonyssus aglaiae Stanjukovich, 1991
- Steatonyssus allredi Advani & Vazirani, 1981
- Steatonyssus balcellsi Estrada-Pena & Sanchez, 1988
- Steatonyssus cavus Rybin, 1992
- Steatonyssus decisetosus Advani & Vazirani, 1981
- Steatonyssus desertorus Rybin, 1992
- Steatonyssus flabellifer Gupta & Paul, 1985
- Steatonyssus furmani Tipton & Boese, 1958
- Steatonyssus lonchura Gupta & Paul, 1992
- Steatonyssus megaporus Gu & Wang, 1980
- Steatonyssus musculi (Schrank, 1803)
- Steatonyssus noctulus Rybin, 1992
- Steatonyssus nyctali Gu & Wang, 1982
- Steatonyssus patriciae Domrow, 1969
- Steatonyssus quadrisetosus Advani & Vazirani, 1981
- Steatonyssus sinicus Teng, 1980
- Steatonyssus surinamensis Yunker, Lukoschus & Giesen, 1990
- Steatonyssus teidae Estrada-Pena & Sanchez, 1988